# Musikjahr 1617
Liste der Musikjahre

◄◄ | ◄ | 1613 | 1614 | 1615 | 1616 | Musikjahr 1617 | 1618 | 1619 | 1620 | 1621 | ► | ►►

Weitere Ereignisse
Dieser Artikel behandelt das Musikjahr 1617.

## Ereignisse
- 06. Januar: The Vision of Delight, eine Masque geschrieben von Ben Jonson und entworfen von Inigo Jones, wird im Whitehall Palace aufgeführt, wahrscheinlich zum ersten Mal an diesem Tag und mit einer zweiten Aufführung am 19. Januar. Das Werk enthält Musik von Nicholas Lanier.
- 16. Januar: Thomas Weelkes, Organist der Chichester Cathedral, wird wegen Trunkenheit und Unordnung entlassen.
- 22. Februar: Lovers Made Men, eine andere Masque von Jonson, Jones und Lanier wird aufgeführt.
- 30. August: Alessandro Grandi wird mit einem Jahresgehalt von 80 Dukaten unter Chorleiter Claudio Monteverdi zum Sänger am Markusdom in Venedig ernannt.
- 29. Dezember: John Bull wird in Antwerpen nach dem Tode von Raymondus Waelrant zum Domorganisten ernannt, mit einem Jahresgehalt von 80 Gulden zuzüglich einer Sonderzulage von 20 Gulden.
- Giovanni Francesco Anerio wird 1617 zum Diakon ernannt und nur eine Woche später, am 24. Juli zum Priester geweiht.
- Jacques Gaultier muss wegen eines Duells Frankreich verlassen und flieht nach England.
- Heinrich Schütz wird Hofkapellmeister in Dresden.
- Christoph Strauss wird 1617 zum Hofkapellmeister in Wien ernannt.

## Instrumental- und Vokalmusik (Auswahl)

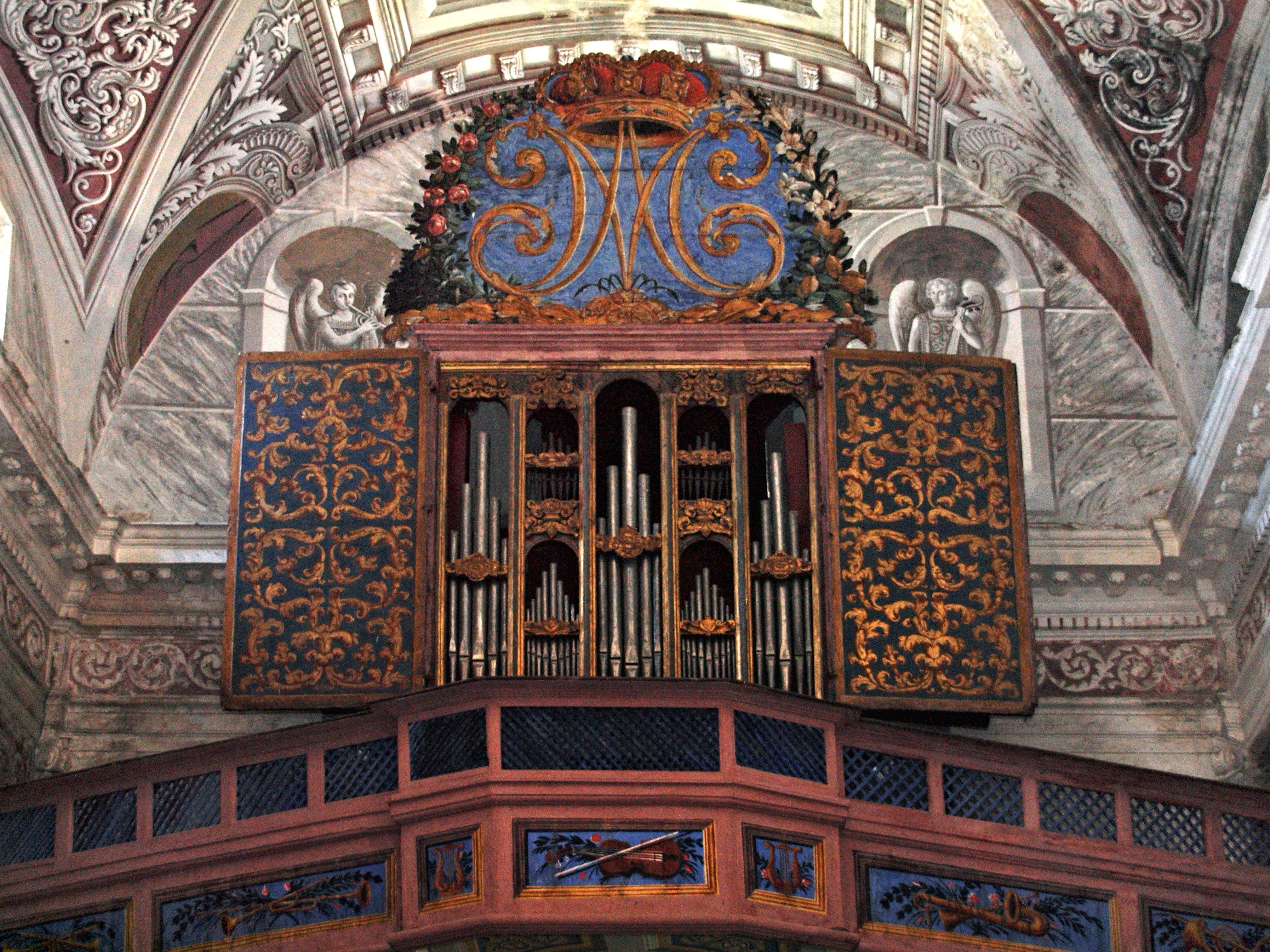
Orgel der Kirche St. Peter und St. Paul in Piedicroce, datiert 1617

- Agostino Agresta – erstes Buch der Madrigale zu sechs Stimmen, Neapel: Costantino Vitale
- Gregor Aichinger
  - Encomium verbo incarnato zu vier Stimmen und Basso continuo, Ingolstadt: Gregor Haenlin
  - Officium angeli custodis zu vier Stimmen und Basso continuo, Dillingen: Gregor Haenlin (Maximilian Fugger gewidmet)
- Giovanni Andreini, Claudio Monteverdi, Salamone Rossi, Muzio Effrem, Alessandro Ghivizzani – Musiche de alcuni eccellentissimi Musici composte per la Maddalena, Venedig: Bartolomeo Magni
- Giovanni Francesco Anerio
  - viertes Buch der Sacri concentus, Rom: Giovanni Battista Robletti
  - Diporti musicali zu einer bis vier Stimmen, Rom: Giovanni Battista Robletti
  - Selva armonica, Rom: Giovanni Battista Robletti (Sammlung von Motetten, Madrigalen, Kanzonetten, Dialogen und Arien)
- Bartolomeo Barbarino – Madrigale zu drei Stimmen und Theorbe oder Cembalo, Venedig: Ricciardo Amadino (enthält auch einige Madrigale für Solostimme)
- Girolamo Belli – neuntes Buch der Madrigale zu fünf Stimmen, op. 22, Venedig: Bartolomeo Magni für Gardano
- Jean Baptiste Besard – Novus Partus, sive Concertationes Musicae, Augsburg: D. Franck (Sammlung mit Lautenmusik)
- Bernardino Borlasca – erstes Buch der Ardori spirituali zu zwei, drei und vier Stimmen, op. 7, München: Anna Berg
- William Brade – Newe Außerlesene liebliche Branden, Intraden, Mascharaden, Balletten, All'manden, Couranten, Volten, Auffzuege und fremde Taentze für fünf Instrumente, Hamburg: Michael Hering (Sammlung mit Tanzmusik)
- Antonio Brunelli – Sacra cantica zu einer bis vier Stimmen, op. 13, Venedig: Giacomo Vincenti
- Thomas Campion – The Third and Fourth Booke of Ayres, London: Thomas Snodham
- Antonio Cifra
  - fünftes Buch der Li diversi scherzi zu einer bis vier Stimmen, op. 23, Rom: Giovanni Battista Robletti
  - viertes Buch der Madrigale zu fünf Stimmen, Rom: Giovanni Battista Robletti
- Camillo Cortellini – Messen zu acht Stimmen, Venedig: Giacomo Vincenti
- Richard Dering – Cantiones sacrae zu fünf Stimmen und Basso continuo, Antwerpen: Pierre Phalèse
- Melchior Franck
  - Musicalischer Frewdenschall zu zwölf Stimmen, Coburg: Justus Coburg
  - Neues Hochzeit Gesang (Drey schöne ding sind), Auss dem 25. Capitel Syrachs zu zwölf Stimmen in drei Chören, Coburg: Justus Hauck (Hochzeitsmotette)
  - Echus (Quaenam praesentas) zu acht Stimmen, Coburg: Justus Hauck (Hochzeitsmotette)
  - Christliche Musicalische Glückwünschunge zu dem neuen Officio, Coburg: Justus Hauck
- Marco da Gagliano – sechstes Buch der Madrigale zu fünf Stimmen, Venedig: Bartolomeo Magni
- Pierre Guédron – drittes Buch der Airs de cours zu vier und fünf Stimmen, Paris: Pierre Ballard
- Andreas Hakenberger – Harmonia Sacra zu sechs, sieben, acht, neun, zehn und zwölf Stimmen mit Orgelbass, Frankfurt: Gottfried Tampach
- Simon Lohet – 20 Fugen, 1 Canzone, 2 Choralbearbeitungen und 2 intabulierte deutsche Motetten, in: Nova musices organicae tabulatura, Basel: Johann Woltz
- Carl Luython – Fuga suavissima, in: Nova musices organicae tabulatura, Basel: Johann Woltz
- Giovanni de Macque – vier Canzoni alla francese
- Biagio Marini – Affetti musicali, op. 1, Venedig
- Pietro Pace
  - Il secondo libro de scherzi, et arie spirituali..., op. 14, Venedig: Giacomo Vincenti
  - Madrigali a quattro et a cinque voci..., op. 15, Venedig: Giacomo Vincenti
- Vincenzo Pace – Sacrorum concentuum..., 3 Bücher, op. 1–3, Venedig: Bartolomeo Magni für Gardano
- Giovanni Palazzotto e Tagliavia – erstes Buch der Madrigale zu fünf Stimmen, Neapel: Costantino Vitale
- Francesco Pasquali – Sacrae cantiones..., op. 2, Venedig: Giacomo Vincenti
- Enrico Antonio Radesca – fünftes Buch der Canzonettas, Madrigale und Arien zu einer und zwei Stimmen, Venedig: Giacomo Vincenti
- Francesco Rasi – La favola di Cibele ed Ati (Pastorale, Musik verschollen)
- Johann Hermann Schein – Banchetto musicale, newer … Padouanen, Gagliarden, Courenten und Allemanden à 5, auff allerley Instrumenten, Leipzig
- Caspar Vincentius – Promptuarii musici, sacras harmonias […] pars quarta […]. Collegit vero et basi generalis accomodavit, Straßburg (Widmung an Dekan und Domkapitel zu Worms vom 29. Juni 1617)

## Musiktheater
- Giordano Giacobbi – Il Reno sacrificante, Bologna[1]

## Musiktheoretische Schriften
- Jean-Baptiste Besard – Isagoge in artem testudinariam. Das ist: Gründtlicher Underricht uber das künstliche Saitenspil der Lauten. Durch Ioh. Bapt. Besardum von Bisantz auß Burgund, Augsburg: David Francken

## Geboren

### Geburtsdatum gesichert

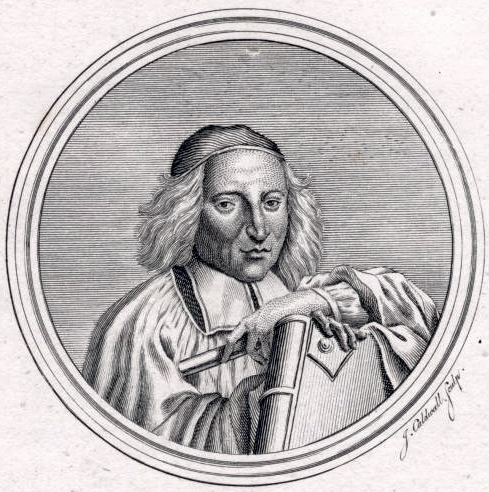
Antimo Liberati; * 3. April

- 03. April: Antimo Liberati, italienischer Musiktheoretiker, Sänger, Organist, Kapellmeister und Komponist († 1692)
- 14. August: Johann Maukisch, deutscher lutherischer Geistlicher, Theologe Kirchenlieddichter und Pädagoge († 1669)

### Genaues Geburtsdatum unbekannt
- Pere Jorba, katalanischer Organist († 1647)

## Gestorben

### Todesdatum gesichert
- 22. Januar: Johannes Avianus, deutscher Dramatiker, Musiktheoretiker, evangelischer Pfarrer und Lehrer (* um 1550)
- 08. Februar: Hans Christoph Heyden, deutscher Komponist, Organist und Schriftsteller (* 1572)
- 16. Februar: Caspar Ulenberg, deutscher katholischer Theologe, Bibelübersetzer, Dichter und Komponist (* 1548)
- 05. April: Alonso Lobo, spanischer sakraler Komponist (* 1555)
- 21. April: Andreas Osiander der Jüngere, deutscher lutherischer Theologe und Kirchenlieddichter (* 1562)
- 00. Mai: Ghinolfo Dattari, italienischer Sänger und Komponist (* um 1537)
- 27. Juli: Kaspar Füger der Jüngere, deutscher Komponist und Kreuzkantor (* 1562)
- 17. August: Giovanni Bassano, italienischer Komponist (* 1551 oder 1552)

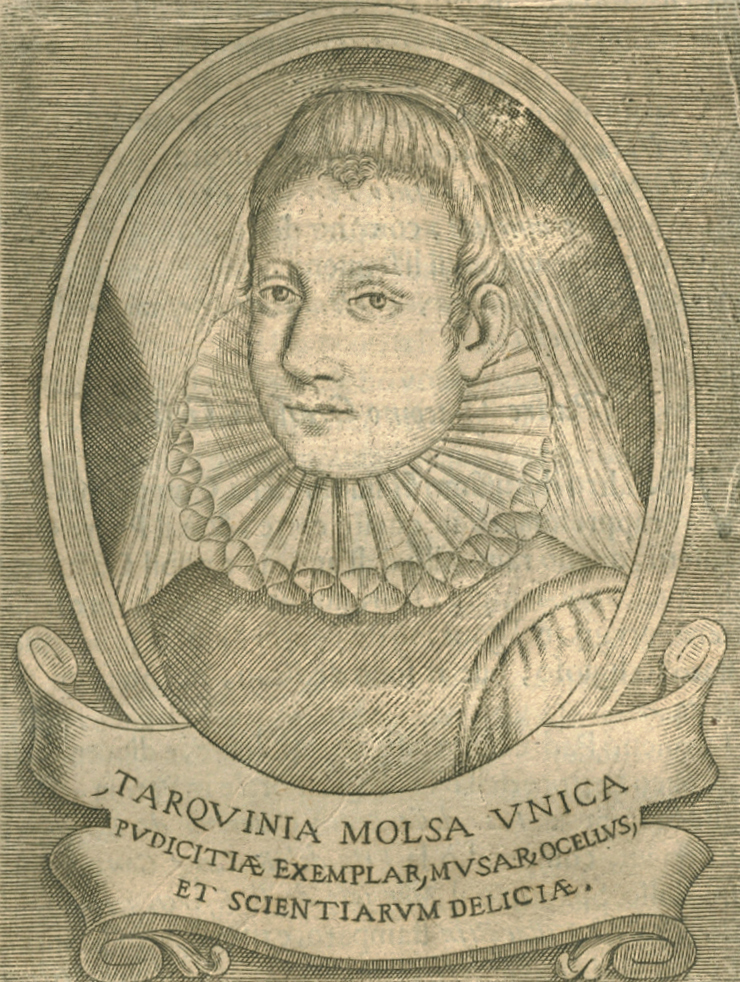
Tarquinia Molza; † 18. August

- 18. August: Tarquinia Molza, italienische Musikerin und Dichterin (* 1542)

### Genaues Todesdatum unbekannt
- Cesare Bendinelli, italienischer Trompeter (* um 1542)
- Reinhard Benningk, norddeutscher Stück- und Glockengießer (* unbekannt)
- Esaias Compenius der Ältere, Orgelbauer (* 1566)
- Giovanni Pietro Flaccomio, italienischer Kapellmeister und Komponist (* um 1565)
- Robert Jones, englischer Lautenist und Komponist (* um 1577)
- Johann Knöfel, deutscher Komponist und Organist (* um 1525 bis 1530)
- Theodoricus Petri Ruutha, finnischer Komponist (* um 1560)